# Anthrenoides wagneri
Anthrenoides wagneri är en biart som först beskrevs av Joseph Vachal 1909.  Anthrenoides wagneri ingår i släktet Anthrenoides och familjen grävbin. Inga underarter finns listade i Catalogue of Life.